# 9882 Столмен
9882 Столмен (9882 Stallman) — астероїд головного поясу астероїдів, названий на честь Річарда Столмана, засновника руху за вільне програмне забезпечення і проекту GNU. Відкритий 28 вересня 1994 року в рамках проекту університету Аризони з вивчення комет і астероїдів Spacewatch.
Астероїд Столмен не перетинає орбіту Землі, і обертається навколо Сонця за 3,70 Юліанських років. Тіссеранів параметр щодо Юпітера — 3,508.